# Walter Clark
Pour les articles homonymes, voir Clark.
Walter Eli Clark, né le 7 janvier 1869 et mort le 4 février 1950, est un homme politique républicain américain. 
Il est gouverneur du district de l'Alaska entre 1909 et 1912 et gouverneur du territoire de l'Alaska entre 1912 et 1913.